# USA-247
USA-247、あるいは打上げ前の名称NRO launch 39またはNROL-39は、アメリカ国家偵察局 (National Reconnaissance Office： NRO) が運用中の、アメリカ合衆国のレーダー・イメージング偵察衛星である。
USA-247の打上げは、どちらかと言えば、地球を抱きかかえたタコという奇抜な絵柄と、「何者も我々から逃れることはできない」("Nothing Is Beyond Our Reach")という挑発的なモットーをあしらったミッション・ロゴから、マスメディアの注目を引くことになった。このロゴは2013年のGlobal surveillance disclosuresで注目を集め、広範囲の批評に晒されている。

## 打上げの詳細

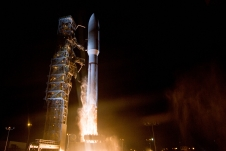
アトラスV501型ロケットによるUSA-247(NROL-39)の打上げ

2013年に打上げられ、将来画像アーキテクチャー(FIA)プログラムの一部として開発された、トパーズ (Topaz)レーダー・イメージング衛星と同定されている。トパーズ衛星は、より古いレーダー・イメージング衛星のラクロス(Lacrosse)シリーズの衛星をリプレースするためのものである。
USA-247は、ユナイテッド・ローンチ・アライアンス社がアトラス Vロケット 501型構成(2段式、補助ロケット無し)で打上げた。この際、12個のCubeSatも同時に打上げている。発射は2013年12月6日07:14:30 UTC にヴァンデンバーグ空軍基地(カリフォルニア州)のSLC-3E打上げ複合施設から行われた。NROL-39と同定されたので、これはアトラス Vロケットによる43回目の打上げということになった。打上げロケットは Belleと名付けられており、テイルナンバーは AV-042 であった。